# Trigonostemon sinclairii
Trigonostemon sinclairii är en törelväxtart som beskrevs av Eugene Jablonszky. Trigonostemon sinclairii ingår i släktet Trigonostemon och familjen törelväxter. Inga underarter finns listade i Catalogue of Life.